# 城谷厚司
城谷 厚司（しろたに あつし、1964年 - ）は、日本の演出家、プロデューサー。長崎県長崎市出身。

## 来歴
長崎県立長崎南高等学校、早稲田大学社会科学部卒業。在学中は早稲田大学ラグビー部に所属。1989年、NHKに入局。NHK鹿児島放送局に赴任し、1994年より番組制作局ドラマ番組部に所属。以来、ドラマ番組の演出、制作を手掛ける。NHK大阪放送局制作部ドラマ統括を経て、現在、NHKエンタープライズ所属。

## 主な作品

### テレビドラマ
- 金曜時代劇 新・腕におぼえあり〜よろずや平四郎活人剣〜（1998年9月 - 1999年3月） - 演出
- 金曜時代劇 スキッと一心太助（1999年9月 - 2000年3月） - 演出
- 大河ドラマ 北条時宗（2001年） - 演出
- 木曜時代劇 柳生十兵衛七番勝負 最後の闘い（2007年4月 - 5月） - 制作統括
- 土曜ドラマ 新マチベン 〜オトナの出番〜（2007年6月 - 8月） - 制作統括
- NHKスペシャル シリーズ 最強ウイルス 第1夜 感染爆発〜パンデミック・フルー（2008年1月12日） - 制作統括
- 僕の島/彼女のサンゴ（2008年6月6日） - 制作統括
- 帽子（2008年8月2日） - 制作統括
- おかんの逆襲〜我が家のリフォーム戦争〜（2009年7月31日） - 制作統括
- 古代史ドラマスペシャル 大仏開眼（2010年4月3日・10日） - 制作統括
- 天王寺ブロードウェー（2010年7月30日） - 制作統括
- 連続テレビ小説 カーネーション（2011年10月 - 2012年3月） - 制作統括
- BS時代劇 猿飛三世（2012年10月 - 11月） - 制作統括
- ロング・グッドバイ（2014年4月19日 - ） - 制作統括
- みをつくし料理帖（2017年5月13日 - ） - 制作統括
- 不惑のスクラム（2018年9月 - 10月） - 制作統括
- 心の傷を癒すということ（2020年1月 - 2月） - 制作統括
- ホーム・ノット・アローン（2020年5月） - 制作統括

## 受賞歴

### 作品
- NHKスペシャル シリーズ 最強ウイルス 第1夜 感染爆発〜パンデミック・フルー（2008年、制作統括）
  - 第34回放送文化基金賞 テレビドラマ番組部門 テレビドラマ番組賞
- 帽子（2008年、制作統括）
  - 第35回放送文化基金賞 テレビドラマ番組部門 優秀賞
  - 第63回文化庁芸術祭 テレビドラマ部門 優秀賞
- 連続テレビ小説 カーネーション（2011年 - 2012年、制作統括）
  - 第49回ギャラクシー賞 テレビ部門 大賞[1]
  - 第38回放送文化基金賞 テレビドラマ番組部門 優秀賞[2]
  - 第72回ザテレビジョンドラマアカデミー賞 最優秀作品賞[3]
  - 東京ドラマアウォード2012 連続ドラマ部門 優秀賞[4]